# Tyresta naturreservat
Tyresta naturreservat är ett naturreservat i Tyresö kommun och Haninge kommun i Stockholms län.
Området är naturskyddat sedan 1986 och är 2 949 hektar stort. Reservatet ligger i anslutning till Tyresta nationalpark, större delen öster norr och söder därom och sträcker sig till kusten men även en mindre del väster om nationalparken. Reservatet består av hällmarkstallskog och odlingsmark och i anslutning till denna lövskog och ädellövskog.